# Улиците на Сан Франциско
„Улиците на Сан Франсиско“ (на английски: The Streets of San Francisco) е американски сериал, създаден от Куин Мартин. Продуциран е от Куин Мартин Пръдъкшънс, но в първия сезон се включват и Warner Bros. Участват Карл Молдън и Майкъл Дъглас, които са детективи в Района на Санфрансисканския залив. Сериалът се излъчва 8 сезона, между 16 септември 1972 и 19 юни 1980 г. по Ей Би Си, със 191 60-минутни епизода. Сериите започват с телевизионен филм със същото име, базиран на книгата Бедна, бедна Офелия на Каролин Уестън, в началото на 1972 г.

## Сюжет
Внимание:  Текстът по-долу разкрива сюжета на произведението (или части от него)!
Лейтенант Майк Стоун (Карл Молдън), ветеран от Санфрансисканската полиция, работил 23 години, и неговият партньор, младия инспектор Стив Келър (Майкъл Дъглас) разследват и разнищват престъпления в Сан Франсиско, разчитайки на различни улики.

## Актьорски състав
- Карл Молдън – Лейтенант Майк Стоун
- Майкъл Дъглас – Инспектор Стив Келър (1972 – 1976)
- Ричард Хач – Инспектор Дан Робинс (1976 – 1977)
- Дарлийн Кар – Джейни Стоун
- Лий Харис – Лейтенант Лесинг
- Арт Пасарела – Сержант Секулович

## Епизоди

### Първи сезон (1972 – 1973)
- Улиците на Сан Франсиско (The Streets of San Francisco)
- Тридесет години служба (The Thirty-Year Pin)
- Първия ден от вечността (The First Day of Forever)
- 45 минути до вкъщи (45 Minutes from Home)
- Незаконно осиновяване (Whose Little Boy Are You?)
- Кула и трагедия (Tower Beyond Tragedy)
- Залата с огледалата (Hall of Mirrors)
- Краен срок (Timelock)
- Сред странници (In the Midst of Strangers)
- Крадците (The Takers)
- Годината на хищниците (The Year of the Locusts)
- Куршумът (The Bullet)
- Горчиво вино (Bitter Wine)
- Пъстърва в млякото (A Trout in the Milk)
- Охранителите на смъртта (Deathwatch)
- Жертва на дълга (Act of Duty)
- Издигането (The Set-Up)
- Ято орли (A Collection of Eagles)
- Стая с изглед (A Room With a View)
- Срок (Deadline)
- Пътят на змията (Trail of the Serpent)
- Къщата на улица Хайд (The House of Hyde Street)
- При отмъщение (Beyond Vengeance)
- Албатросът (The Albatross)
- Покъртителна картина (Shattered Image)
- Еднорогът (The Unicorn)
- Легионът на изгубените (Legion of the Lost)

### Втори сезон (1973 – 1974)
- Смърт, пълна с грешки (A Wrongful Death)
- Предаден (Betrayed)
- За любовта към Бог (For the Love of God)
- Преди да умра (Before I Die)
- Завръщане у дома (Going Home)
- Знаците на смъртта (The Stamp of Death)
- Харемът (Harem)
- Бенджи няма бадж (No Badge For Benjy)
- Една чума (The Twenty-Four Karet Plague)
- Щит на честта (Shield of Honor)
- Жертвата (The Victim)
- Бегълците (The Runaways)
- Убийство през зимата (Winterkill)
- Големият страх от джунглата (Most Feared in the Jungle)
- Предаването (Commitment)
- Параклисът на осъдените (Chapel of the Damned)
- Блокада (Blockade)
- Кръстосан огън (Crossfire)
- Връв с кукли (A String of Puppets)
- Адът (Inferno)
- Чистата порода (The Hard Breed)
- Вилнеенето (Rampage)
- Смъртта и няколкото помилвани (Death and the Favored Few)

### Трети сезон (1974 – 1975)
- Един последен изстрел (One Last Shot)
- Най-смъртоносният вид (The Most Deadly Species)
- Мишена: червено (Target: Red)
- Маската на смъртта (Mask of Death)
- Няма да воювам повече (I Ain’t Marchin’ Anymore)
- Един шанс да живееш (One Chance to Live)
- Синът на Джейкъб (Jacob’s Boy)
- Знамената на терора (Flags of Terror)
- Самотна помощ (Cry Help)
- За злото и доброто (For Good or Evil)
- Птицата е плячка (Bird of Prey)
- Лиценз да убиваш (License to Kill)
- 25-калибровата чума (The Twenty-Five Caliber Plague)
- Господин Никой (Mister Nobody)
- Фалшив свидетел (False Witness)
- Приказки от гроба (Letters from the Grave)
- Краят на играта (Endgame)
- Убийство за 10 долара (Ten Dollar Murder)
- Създаването на Чарли Блейк (The Programming of Charlie Blake)
- Реката на страха (River of Fear)
- Интернатът (Asylum)
- Лабиринтът (Labyrinth)
- Пасианс (Solitaire)

### Четвърти сезон (1975 – 1976)
- Отровен сняг (Poisoned Snow)
- Прозрачност (The Glass Dart Board)
- Няма къде да се укриеш (No Place to Hide)
- Мъжете ще умрат (Men Will Die)
- Училище на страха (School of Fear)
- Смъртоносна тишина (Deadly Silence)
- Убийство по пълномощно (Murder by Proxy)
- Пътят на терора (Trial of Terror)
- Мрежа от лъжи (Web of Lies)
- Мъртъв въздух (Dead Air)
- Търговци на смърт (Merchants of Death)
- Лапата на котката (The Cat’s Paw)
- Сделка за продажба (Spook for Sale)
- Видим успех (Most Likely to Succeed)
- Полицейски удар 5119 (Police Buff 5119)
- Честна работа (The Honorable Profession)
- Реквием за убийство (Requiem for Murder)
- Под земята (Underground)
- Денят на Страшния съд (Judgement Day)
- Клоунът на смъртта (Clown of Death)
- Суперзвезда (Superstar)
- В чужда държава (Alien Country)
- Бягство (Runaway)

### Пети сезон (1976 – 1977)
- Убийците (1/2) (The Thrill Killers [1/2])
- Убийците (2/2) (The Thrill Killers [2/2])
- Мъртъв или жив (Dead or Alive)
- Изпускането (The Drop)
- Без малки грешки (No Minor Vices)
- Случай на лудост (In Case of Madness)
- Докато смъртта ни раздели (Till Death Do Us Part)
- Дете на яростта (Child of Anger)
- Хот дог (Child of Anger)
- Замъкът на страха (Castle of Fear)
- Един последен номер (One Last Trick)
- Маймуната се завръща (Monkey is Back)
- Канибалите  (The Cannibals)
- Кой уби Хелън Френч? (Who Killed Helen French?)
- Добър полицай, но... (A Good Cop… But)
- Висящо време (Hang Time)
- Краят на невинността (Innocent No More)
- Един път по време на внимателен преглед (Once a Con)
- Антракт (Interlude)
- Смъртоносно вдигане (Dead Lift)
- Инвазия (Breakup)
- Нека кажем, че сме непознати (Let’s Pretend We’re Strangers)
- Краят на срока (Time Out)
- Вратът на кучето (The Canine Collar)

### Допълнителен епизод (1992)
- Завръщане по улиците на Сан Франсиско (Back to the Streets of San Francisco)

## „Улиците на Сан Франсиско“ в България
В България сериалът започна излъчване на 3 септември 2007 г. по Диема, всеки делничен ден от 13:30, като е дублиран на български. Дублажът е на студио Медиа Линк. Ролите се озвучават от артистите Даринка Митова, Нели Топалова, Любомир Младенов, Георги Тодоров и Марин Янев.
През 2009 г. започва повторно излъчване по Диема 2.